# Pallacanestro Sanga Milano
L'A.S.D. Pallacanestro Sanga Milano è una società di pallacanestro femminile di Milano. Gioca presso il Pala Aldo Giordani in Via Leonardo Cambini 4 a Milano.
Il Sanga Mondo è stato fondato nel 1997 come centro minibasket, per diventare società sportiva nel 1999. È una scuola di basket femminile (Asd San Gabriele Basket) e di basket maschile (Asd Tigers Milano), partendo da attività motoria e psicomotricità già dai 3 anni. Si occupa di numerosi progetti inclusivi sia scolastici che sociali, in rete con molte associazioni del territorio milanese e, dal 2011 si occupa di Baskin (Basket Inclusivo) di cui il Sanga è stato Campione d'Italia nel 2015 e nel 2017. È la prima squadra femminile di Milano: ha militato in Serie A2 dal 2009-10 fino al 2022-23 ed è stata promossa in Serie A1 il 25 maggio 2023 dopo gara 2 di finale vinta contro Basket Costa 69-63.

## Cronistoria
I PROGETTI SANGA IN AREA EDUCATIVA E NEL SOCIALE
Progetto InMoto: Il progetto promuove una cultura inclusiva all’interno delle classi, attraverso una maggiore sensibilità alla cooperazione, al riconoscimento e al rispetto della diversità e al superamento di barriere e ostacoli che possono impedire la partecipazione di soggetti più fragili all’attività di gruppo 
Playground 3vs3 Street Basketball City: Torneo svolto nei Parchi e Giardini Pubblici a iscrizione gratuita, per giovani e bambini
Basketball StreeTrotter: Tutti Sabati pomeriggi nella palestra del Parco Trotter, Istruttori qualificati Fip del Sanga, accolgono e organizzano squadre per gioco libero. Attività Gratuita frequentata soprattutto da ragazzi stranieri di Scuola Media
BaskIn: Basket Inclusivo aperto a diversamente abili, normalmente abili, donne, uomini e giovani sia praticanti che principianti. Dal 2016/17 è stato previsto anche un Progetto Scolastico Nel 2015 e nel 2017 Sanga Milano è stato Campione Italiano.
Che cos’è il BASKIN:  Il Baskin (Basket Inclusivo) è un’attività sportiva che persegue l’inclusione di tutte le persone. Il Baskin rappresenta un nuovo modo di praticare lo sport da uomini e donne con e senza disabilità, promuovendo una cultura dell’inclusione con la partecipazione di tutti e dove tutti sono protagonisti.
Come si gioca: Nel Baskin ogni giocatore ha un ruolo definito dalle proprie capacità motorie e ha di conseguenza un avversario diretto dello stesso livello. Il Baskin si gioca insieme, tutti con abilità diverse, nel rispetto delle specificità individuali. Si innescano così strategie di gruppo e collaborative che portano a costruire un sistema in cui ciascuno è importante in cui ognuno offre il proprio contributo.
Scuole: Sanga serve anche 10 scuole nel Milanese coinvolgendo circa 6000 alunni, collaborando con 250 insegnanti
Formazioni Prima Squadra note (fonte LegaBasketFemminile)
Campionato 2008-09: Gottardi Silvia, Gatti Valentina, Brioschi Silvia, Marulli Selene, Giunzioni Claudia, Barzaghi Claudia, Pastorino Alessandra, Nobis Cristina, Brino Ilaria, Rotelli Beatrice, Guidi Laura, Picco Martina, Falcone Nicoletta, Surpi Stefany
Campionato 2009-10: Fumagalli Laura, Pastorino Alessandra, Gottardi Silvia, Silva Elisa, Barzaghi Claudia, Monticelli Martina, Brino Ilaria, Lisnere Lina, Gatti Valentina, Giunzioni Claudia, Falcone Nicoletta, Rotelli Beatrice, Varvaglione Marzia, Pulvirenti Arianna, Marulli Selene.
Campionato 2010-11: Gottardi Silvia, Giunzioni Claudia, Rovida Nadia, Brioschi Silvia, Pastorino Alessandra, Zamelli Eugenia, Pulvirenti Arianna, D'Amico Clara, Santucci Martina, Nobis Cristina, Nicola Valeria, Picco Martina, Danese Cristina, Varvaglione Marzia ,Sartori Alessia, Vitale Giulia, Arcidiaco Desiree
Campionato 2011-12: Frantini Michela, Mitongu Ntumba Madalene, Gottardi Silvia, Stabile Susanna, Lidgren Jenny Maria, Rovida Nadia, Giunzioni Claudia, Schieppati Veronica, Brioschi Silvia, Pastorino Alessandra, Caniati Arianna, Colombo Giorgia, Arcidiaco Desiree
Campionato 2012-13: Zanon Manuela, Frantini Michela, Gottardi Silvia, Stabile Susanna, Calastri Alessandra, Pastorino Alessandra, Lepri Irene, Pulvirenti Arianna, Montuori Caterina, Falcone Carlotta, Gusmaroli Marcella, Bettinaldi Martina
Campionato 2013-14: Frantini Michela, Stabile Susanna, Calastri Alessandra, Gottardi Silvia, Lepri Irene, Colli Claudia, Cismasiu Brigitta, Smaldone Alessia, Falcone Carlotta, Perini Giada, Scuto Greta, Taverna Alice, Valli Loriana, Bettinaldi Martina ,Piacentini Camilla, Guidoni Monica,
Campionato 2014-15: Maffenini Giulia, Rossi Giulia, Colli Claudia, Calastri Alessandra, Ruisi Valentina, Gottardi Silvia, Vujovic Dunia, Contestabile Antonella, Bottari Federica, Taverna Alice, Falcone Carlotta, Guarneri Stefania, Valli Loriana, Trianti Giulia, Colella Gaia, Calciano Elena
Campionato 2015-16: Maffenini Giulia, Gomes Da Silva Lavinia Joao, Pozzecco Federica, Martelliano Roberta, Picotti Martina, Albano Cecilia, Tibè Angelica, Rossi Giulia, Rossini Ludovica, Ruisi Valentina, Baiardo Martina, Giulietti Valentina, Trianti Giulia, Perini Giada, Bottari Federica, Galiano Laura, Valli Loriana, Taverna Alice
Campionato 2016-17:  Bottari Federica (Playmaker), Novati Paola (Pivot), Pozzecco Federica (Playmaker), Rossini Ludovica (Play/Guardia), Guarneri Stefania (Pivot), Martelliano Roberta (Guardia/Ala), Perini Giada (Guardia), Canova Sara (Guardia/Ala), Maffenini Giulia (Guardia), Giulietti Valentina (Playmaker), Taverna Alice (Ala), Valli Loriana (Ala), Zinghini Ilaria (Guardia), Vente Liga (Pivot),Trianti Giulia
Campionato 2017-18:  Pozzecco Federica (Playmaker), Picotti Martina (Ala), Guarneri Stefania (Pivot), Martelliano Roberta (Guardia/Ala), Canova Sara (Guardia/Ala), Maffenini Giulia (Guardia), Giulia Rossi (Ala), Giulietti Valentina (Playmaker/Ala), Taverna Alice (Ala), Trianti Giulia (Ala), Elena Quaroni (Playmaker), Valentina Grassia (Pivot), Novati Paola (Pivot), Perini Giada (Guardia)
Campionato 2018-19:  Quaroni Elena (Playmaker), Toffali Susanna (Guardia), Rayo Torres Maria Estela (Guardia-Ala), Carrara Alice (Ala Grande), Guarneri Stefania (Pivot), Visigalli Greta (Guardia/Ala), Pagani Giulia (Guardia), Dell'Orto Benedetta (Playmaker), Trianti Giulia (Ala), Stilo Lisa (Ala-Pivot), Zagni Cecilia (Ala-Pivot), Angeretti Giulia (Guardia), Monti (Play-Guardia), Calciano Elena (Playmaker), Cirelli Giorgia (Guardia)
Campionato 2019-20:  Quaroni Elena (Playmaker), Toffali Susanna (Guardia), Cicic Karmen (Ala-Ala Grande), Carrara Alice (Ala Grande), Guarneri Stefania (Pivot), Visigalli Greta (Guardia/Ala), Pagani Giulia (Guardia), Dell'Orto Benedetta (Playmaker), Trianti Giulia (Ala), Stilo Lisa (Ala-Pivot), Beretta Arianna (Ala), Lussana Chiara (Play-Guardia)
Campionato 2020-21:  Quaroni Elena (Playmaker), Toffali Susanna (Guardia), Cicic Karmen (Ala-Ala Grande), Novati Paola (Ala Grande), Guarneri Stefania (Pivot), Angelini Camilla (Ala/Pivot), Pagani Giulia (Guardia), Dell'Orto Benedetta (Playmaker), Meroni Marta (Pivot), Stilo Lisa (Ala-Pivot), Beretta Arianna (Ala), Mandelli Alice (Play-Guardia), Di Domenico Elena (Ala)
Campionato 2021-22: Madonna Tayara (Playmaker), Toffali Susanna (Guardia), Beretta Arianna (Ala), Popovic Milica (Ala-Ala Grande), Zelnyte Laura (Ala-Pivot), Novati Paola (Ala Grande), Guarneri Stefania (Pivot), Angelini Camilla (Ala/Pivot), Penz Elisabetta (Guardia), Viviani Silvia (Playmaker), Laube Greta (Play-Guardia), Rapetti Carola (Ala Grande), Vacchelli Clotilde (Guardia-Ala), Bozzoli Cecilia (Ala), Di Domenico Elena (Ala). Finessi Giulia (Guardia), Oliva Emma (Guardia)
Campionato 2022-23: Madonna Tayara (Playmaker), Toffali Susanna (Guardia), Beretta Arianna (Ala), Benedetta Bonomi (Ala-Ala Grande), Novati Paola (Ala Grande), Richelle Van Der Keijl (Pivot),  Guarneri Stefania (Pivot), Aida Thiam (Ala/Pivot), Penz Elisabetta (Guardia), Madeline Hatch (Playmaker),  Rapetti Carola (Ala Grande), Laura Serralunga (Guardia), Di Domenico Elena (Ala). Finessi Giulia (Guardia)
Campionato 2023-24: Madonna Tayara (Playmaker), Toffali Susanna (Guardia), Beretta Arianna (Ala), Benedetta Bonomi (Ala-Ala Grande), Guarneri Stefania (Pivot), Penz Elisabetta (Guardia), Vintsilaiou Angeliki (Playmaker), Turmel Angelina (Pivot), Tulonen Helmi Kristiina (Ala-Pivot), Serralunga Laura (Guardia), Di Domenico Elena (Ala), Finessi Giulia (Guardia), Cannolicchio Sveva (Ala). 
Campionato 2024-25: Toffali Susanna (Guardia), Moroni Giulia (Playmaker), Allievi Vittoria (Guardia-Ala), Guarneri Stefania (Pivot), Tibè Angelica (Pivot), Merisio Federica (Playmaker), Nori Alice (Pivot), Zelnyte Laura (Ala-Pivot), Cicic Karmen (Ala), Serralunga Laura (Guardia), Di Domenico Elena (Ala), Finessi Giulia (Guardia), Cannolicchio Sveva (Ala), Colombo Beatrice (Ala), Sordi Benedetta (Playmaker), Pesenti Beatrice (Ala). 